# Fort Oranje (Willemstad)
Het Fort Oranje was een aan de Kraaiendijk nabij Heijningen gelegen fort.
Het was een redoute die omringd was door een natte gracht, gebouwd in 1748. Hier bevond zich reeds het Kooijhuis, dat eigendom was van de Aanwassen onder Fijnaart, een maatschappij die de gorzen aldaar in cultuur bracht. Dit huis werd in 1768 vernieuwd en bestaat nog steeds. Ook de plaats van het fort laat zich nog herkennen door een verbreding van het dijklichaam.